# Долане
Долане (словен. Dolane) — поселення в общині Циркулане, Подравський регіон‎, Словенія.